# Sierra Negra (Galápagos)
Der Vulkan Sierra Negra ist ein großer Schildvulkan am Südostende der Galapagosinsel Isabela mit einer Höhe von 1124 m. Er ist einer der aktivsten Vulkane der Galapagosinseln, die jüngste Eruption begann am 26. Juni 2018 Stunden nach einer Erdbebenserie mit einer maximalen Magnitude von 5,3.

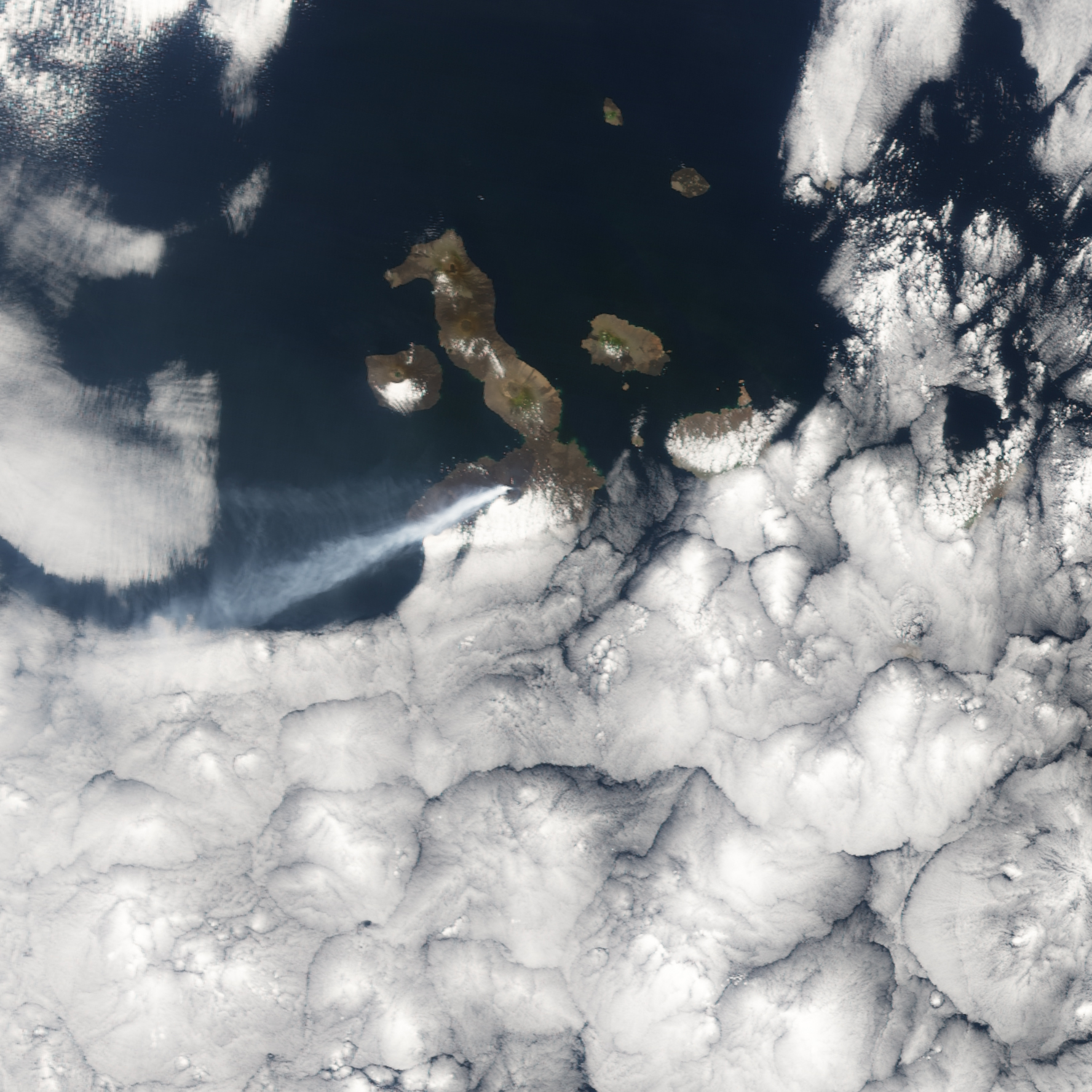
Eruption des Sierra Negra am 25. Oktober 2005

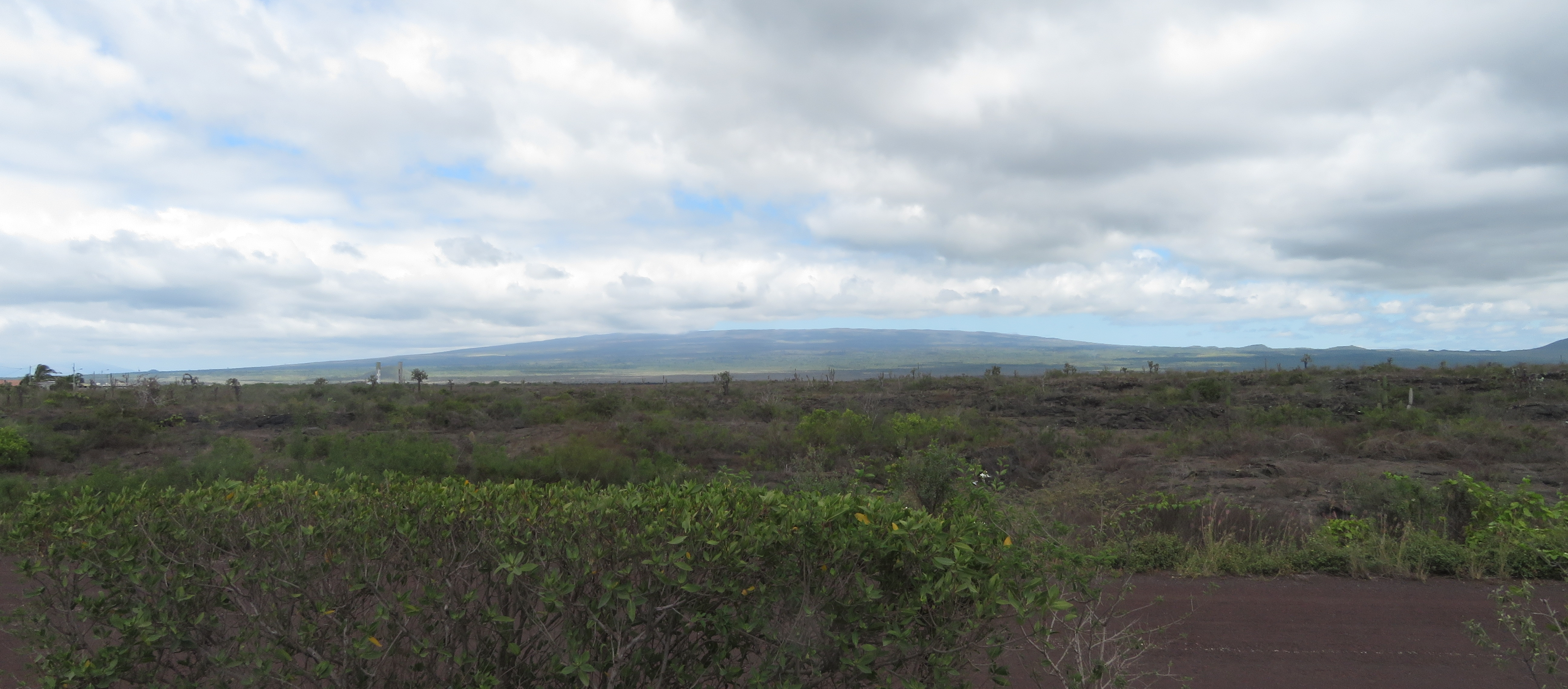
Blick von Puerto Villamil zur Sierra Negra

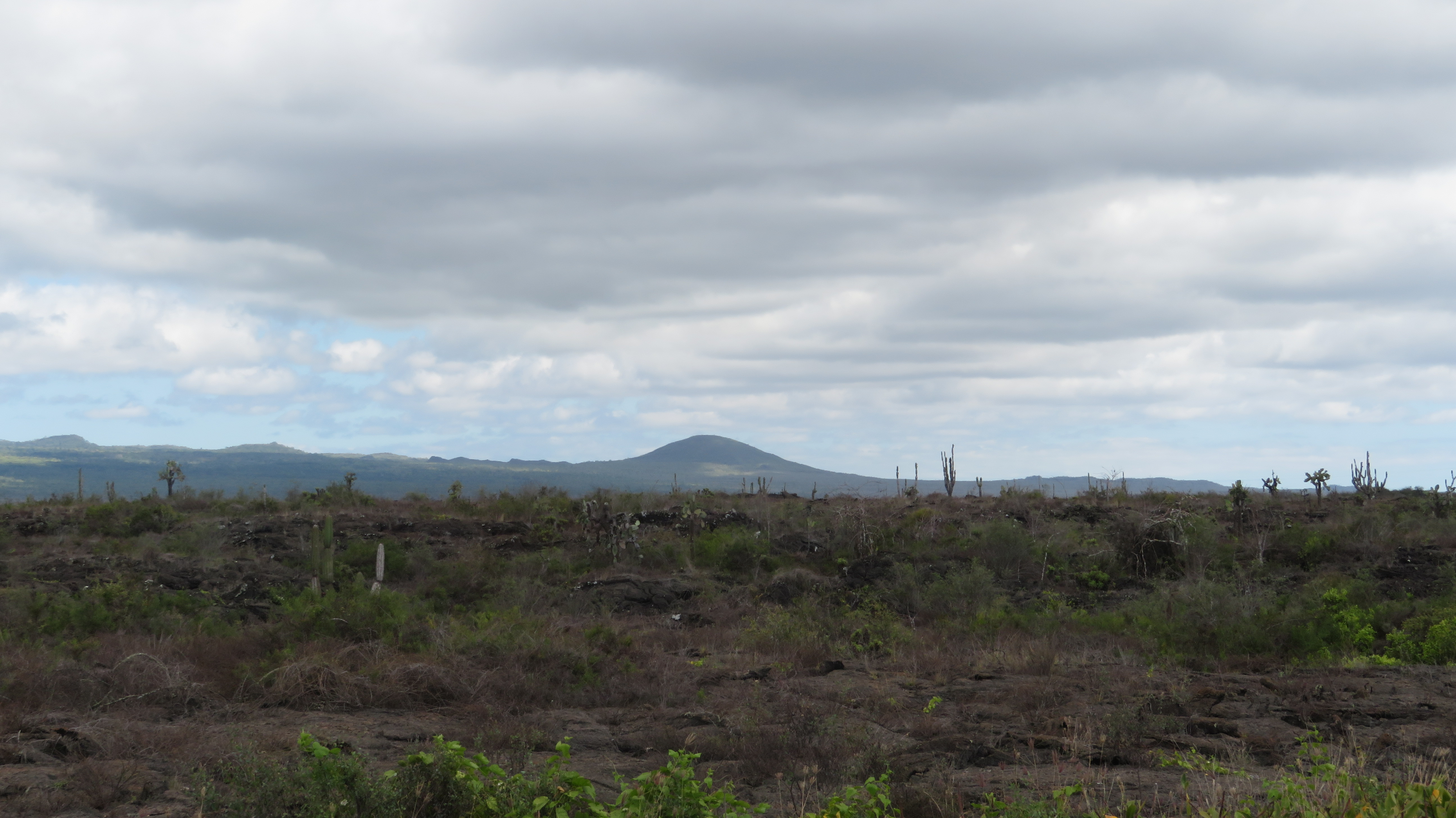
Blick von Puerto Villamil zum Volcán Chico

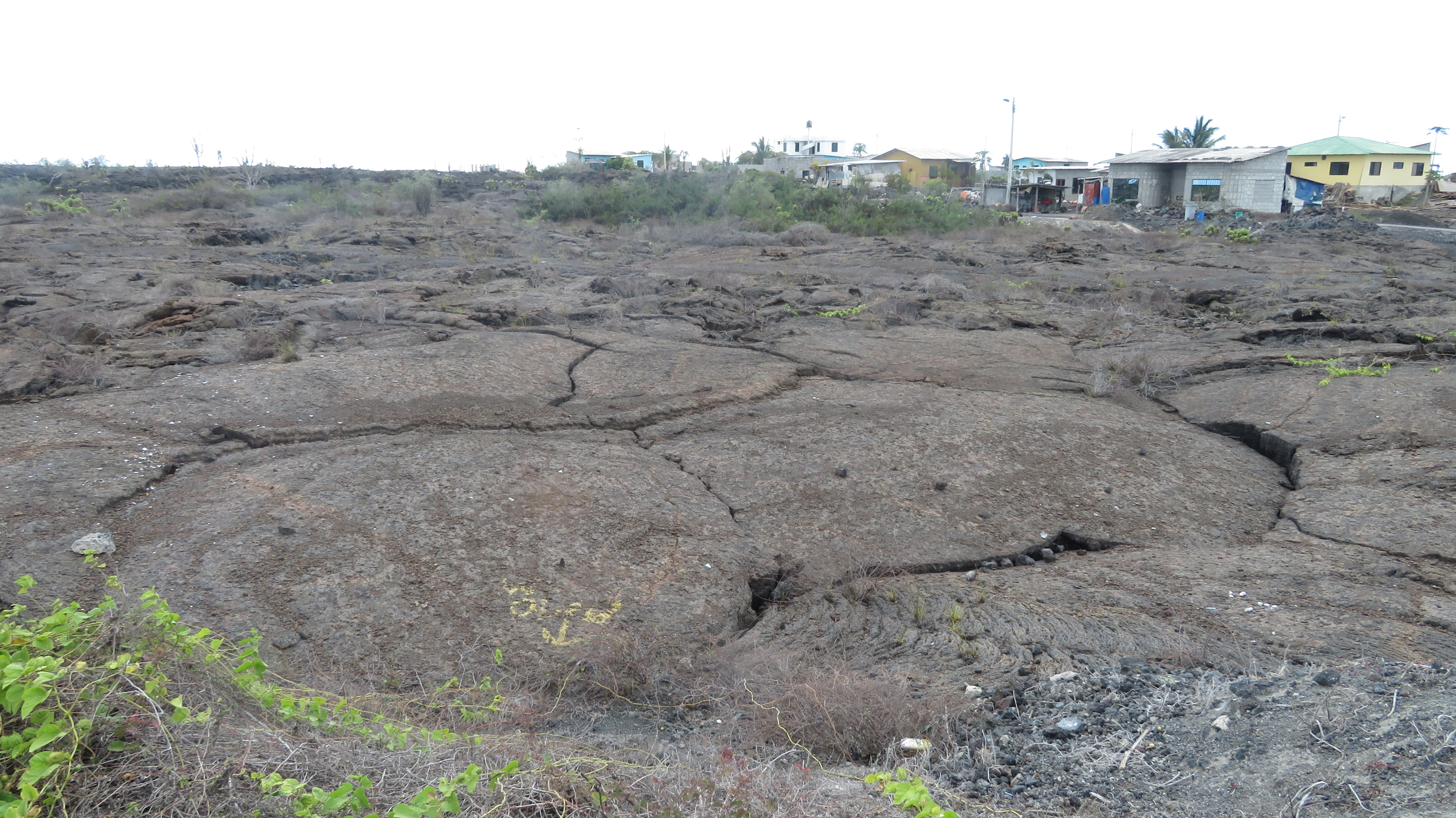
Lavafeld am Stadtrand von Puerto Villamil

Weitere Eruptionen fanden 1911, 1948, 1953, 1954, 1957, 1963, 1979 und 2005 statt. Eruptionen in früheren Jahren wurden aufgrund des Lavaflusses datiert, aber die Lage am Vulkan und das Datum des Ausbruches sind nicht exakt bekannt. Zwischen der Sierra Negra und der südöstlich gelegenen Stadt Puerto Villamil befinden sich ausgedehnte Lavafelder.
Im Nordosten der Sierra erhebt sich der Volcán Chico mit einer Höhe von 860 m, der im November 1979 zuletzt ausbrach.
Der Sierra Negra besitzt mit 7 × 10,5 km die größte Caldera aller Vulkane der Galapagosinseln.
Der Boden der Caldera wird vollständig von Lava bedeckt, die während der Eruption des Jahres 2005 von einer leicht erhöhten Spalte ausgehend ausfloss.